# 吉耶斯特尔
吉耶斯特尔（法語：Guillestre，法語發音：[ɡijɛstʁ]），法国东南部城市，普罗旺斯-阿尔卑斯-蓝色海岸大区上阿尔卑斯省的一个市镇，隶属于布里扬松区，其市镇面积为51.29平方公里，2022年1月1日时人口数量为2,286人，在法国城市中排名第4,646位。
吉耶斯特尔位于上阿尔卑斯省东部，吉勒河左岸的一处山谷中，是一个区域性的中心城市。

## 地名来源

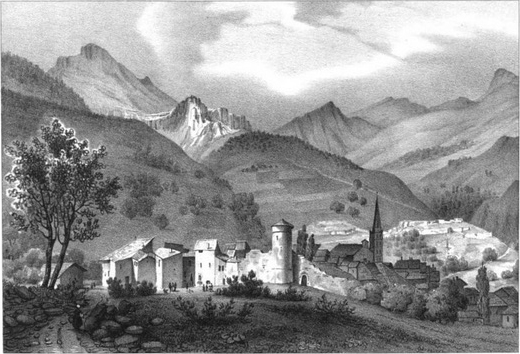
19世纪初的吉耶斯特尔

“吉耶斯特尔”一名包含“Guil”和“estre”两部分，其中Guil指吉勒河，“estre”来源于拉丁语单词“estra”，意为“外部”。

## 历史
吉耶斯特尔的聚落发展起源尚不清楚，历史上长期为一处普通村落，多次遭遇迪朗斯河洪水破坏。法国大革命后，吉耶斯特尔成为上阿尔卑斯省的一个市镇。工业革命期间，沿迪朗斯河修建的铁路建成并在吉耶斯特尔附近设站。

## 地理

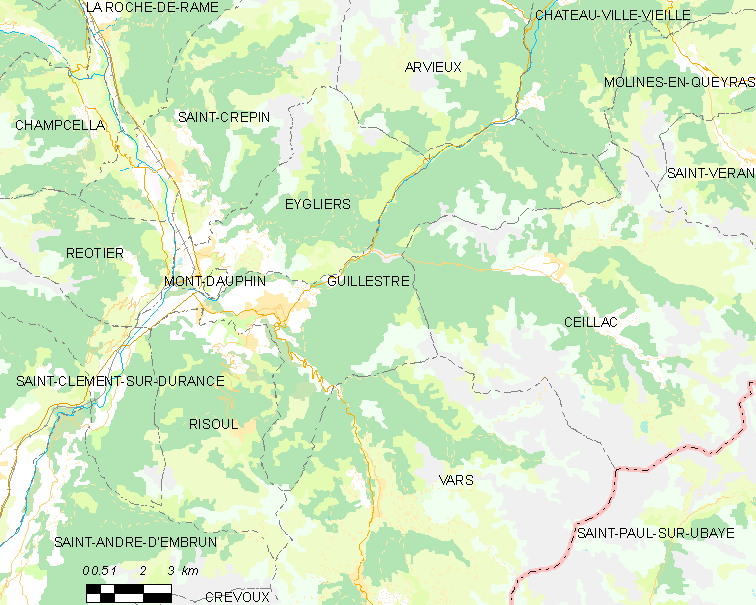
吉耶斯特尔市镇范围地图

吉耶斯特尔位于法国东南部，普罗旺斯-阿尔卑斯-蓝色海岸大区东北部和上阿尔卑斯省东部，距离省会加普大约58公里。与吉耶斯特尔接壤的市镇包括：阿尔维约、塞亚克、沙托-维尔维埃耶、埃格利耶尔、雷奥捷、里苏勒、迪朗斯河畔圣克莱芒、瓦尔斯。

### 地形
吉耶斯特尔位于凯拉山西部的一处山谷之中，境内以山地为主，全境海拔在867到2,694米之间。

### 水文
吉勒河自东向西流经境内北部，其左岸支流沙涅河（Chagne）在此与其交汇。属于罗讷河水系。

### 植被
吉耶斯特尔属于针叶林区，林地广泛分布于市镇范围东部区域。
在鲜花城市的评比中，吉耶斯特尔被评为2星级鲜花城市。

### 气候
吉耶斯特尔在柯本气候分类法中属于山地气候。

## 行政区划
吉耶斯特尔是法国普罗旺斯-阿尔卑斯-蓝色海岸大区上阿尔卑斯省的一个市镇，编号为05065。吉耶斯特尔隶属于布里扬松区以及上阿尔卑斯省第二选区，管理吉耶斯特尔县，同时也是吉耶斯特尔市镇公共社区的办公驻地。
法国国家统计与经济研究所（简称）在进行数据统计时，未将吉耶斯特尔划入任何城市核心区（Unité urbaine）、城市区（Aire urbaine de Guillestre）以及城市辐射区（Aire d'attraction de Guillestre）。此外，还将吉耶斯特尔市镇整体看作一个“块区”（IRIS）。

## 交通

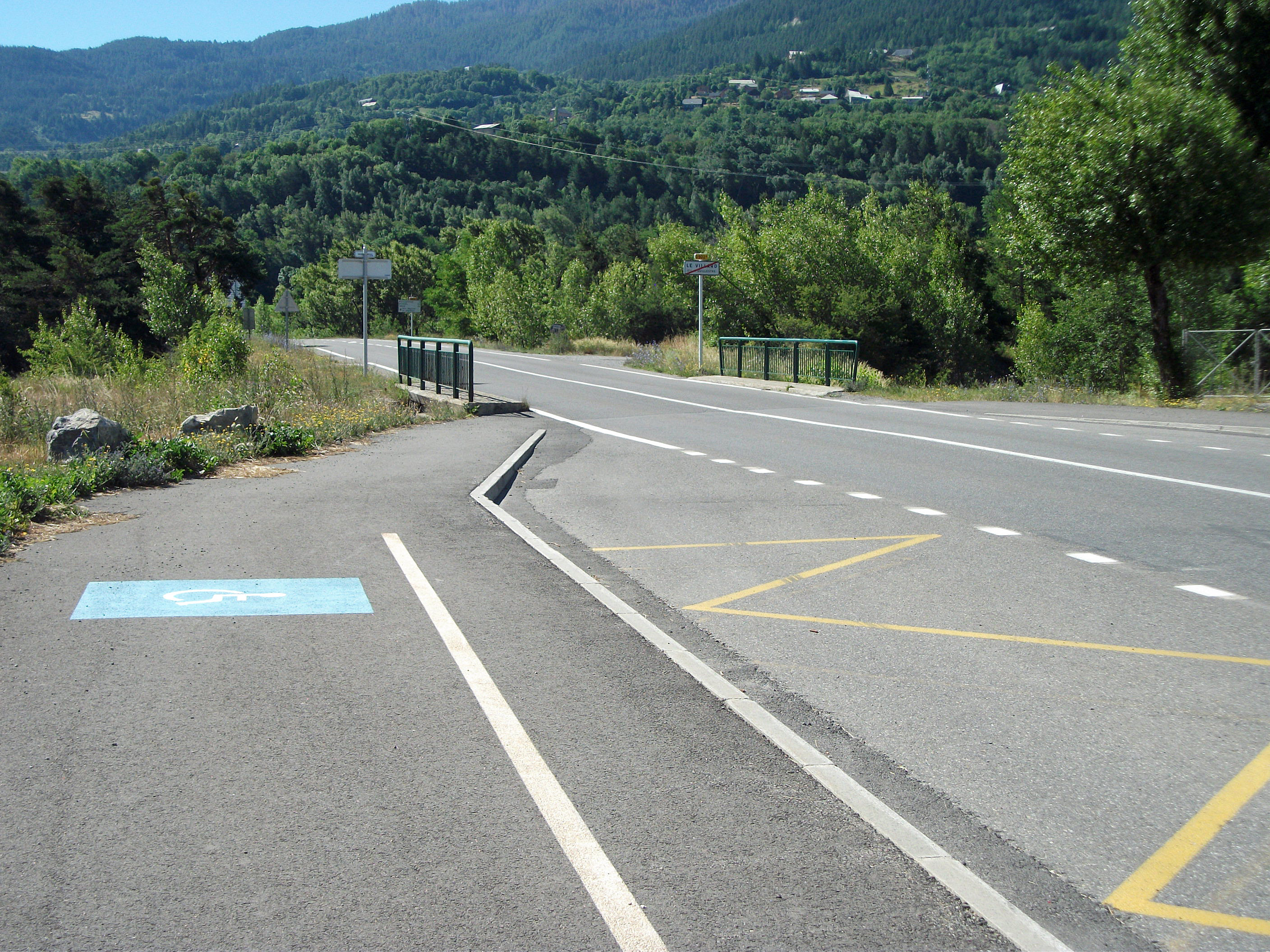
途径吉耶斯特尔的公路

### 公路
法国国道N94线和多条上阿尔卑斯省省道经过吉耶斯特尔境内，普罗旺斯-阿尔卑斯-蓝色海岸大区下属的城际客运提供巴士线路，可前往周边部分市镇。
2017年，48.3%的吉耶斯特尔家庭拥有至少一辆私人汽车。2019年，吉耶斯特尔境内共发生各类交通事故4起，造成7人受伤。

### 铁路
蒙多凡-吉耶斯特尔站位于韦讷－布里扬松铁路上，距离吉耶斯特尔大约4公里，该站停靠往返于马赛和布里扬松一线的区域列车。

### 航空
距离吉耶斯特尔最近的民用航空站为都灵机场，距离吉耶斯特尔市中心的公路里程约156公里。

### 城市公共交通
截至2021年9月，吉耶斯特尔暂无城市公共交通系统。

## 政治

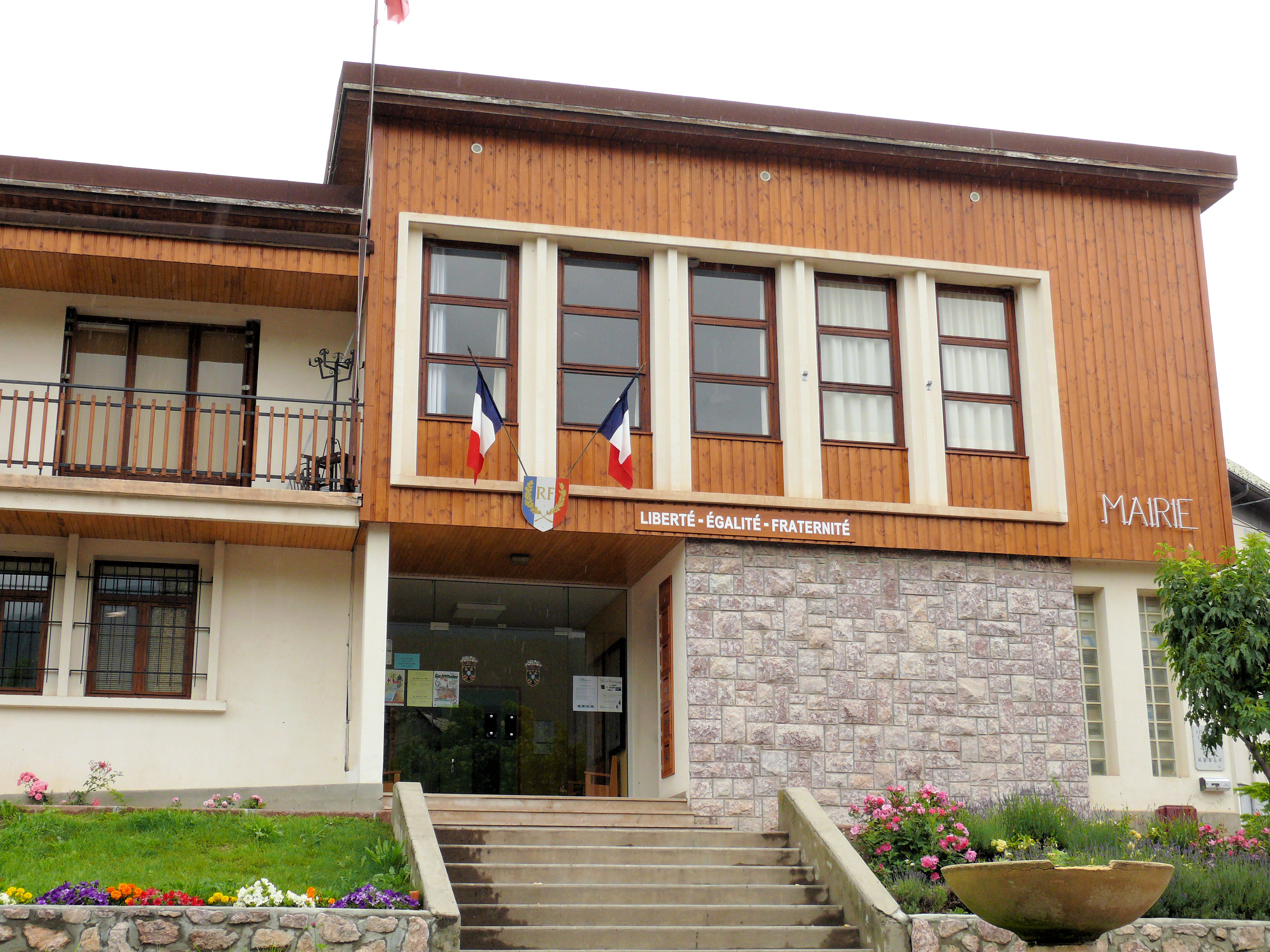
吉耶斯特尔市政厅

吉耶斯特尔的现任市长为克里斯蒂娜·波尔特万女士（Christine Portevin），他是一名右翼无党派人士，在2020年的市政选举中获得了62.92%的支持率。
在2017年的法国总统大选中，法国第25任总统埃马纽埃尔·马克龙在吉耶斯特尔获得了62.7%的支持率。

## 人口
2018年，吉耶斯特尔市镇人口数量为2,334，在法国排名第4,646位。其中男性1,143人，女性1,201人，75岁及以上人口占10.7%，外籍人口数量为465人，人口密度为46人/平方公里，当地居民被称为（男性）或（女性）。2019年，吉耶斯特尔境内出生15人，死亡人口36人。
| 年份   | 1936  | 1946  | 1954  | 1962  | 1968  | 1975  | 1982  | 1990  | 1999  | 2005  | 2010  | 2015  | 2018  |
| ------ | ----- | ----- | ----- | ----- | ----- | ----- | ----- | ----- | ----- | ----- | ----- | ----- | ----- |
| 人口數 | 1,057 | 1,092 | 1,030 | 1,448 | 1,479 | 1,466 | 1,937 | 2,000 | 2,211 | 2,276 | 2,325 | 2,301 | 2,334 |

## 经济
截止2021年9月，吉耶斯特尔共有各类用人单位（包含自雇）628家，平均历史为16年，均为中小型企业（PME）。（零售）、（零售）及（公路客运）是当地2019年营业额最高的三个企业，分别为17,177,469欧元、10,935,259欧元和3,311,314欧元。

## 财政收入
2019年，吉耶斯特尔的财政收入总额为2,975,770欧元，财政支出总额为2,664,470欧元，当年的债务总额为1,705,210欧元。2021年，吉耶斯特尔共获得548,912欧元的国家财政补助，比上一年增加了2.47%。
2017年，吉耶斯特尔的人均月收入总额为1,830欧元，其中高级职员为2,888欧元，低于法国平均水平（4,214欧元）；中级职员为2,094欧元，低于法国平均水平（2,353欧元）；普通职员为1,603欧元，亦低于法国平均水平（1,690欧元）。
2017年，吉耶斯特尔境内的青壮年（15至64岁）失业率为10.7%，当地51%的家庭拥有纳税资格，平均纳税2,094欧元，低于法国平均水平（3,888欧元）。

## 社会事务

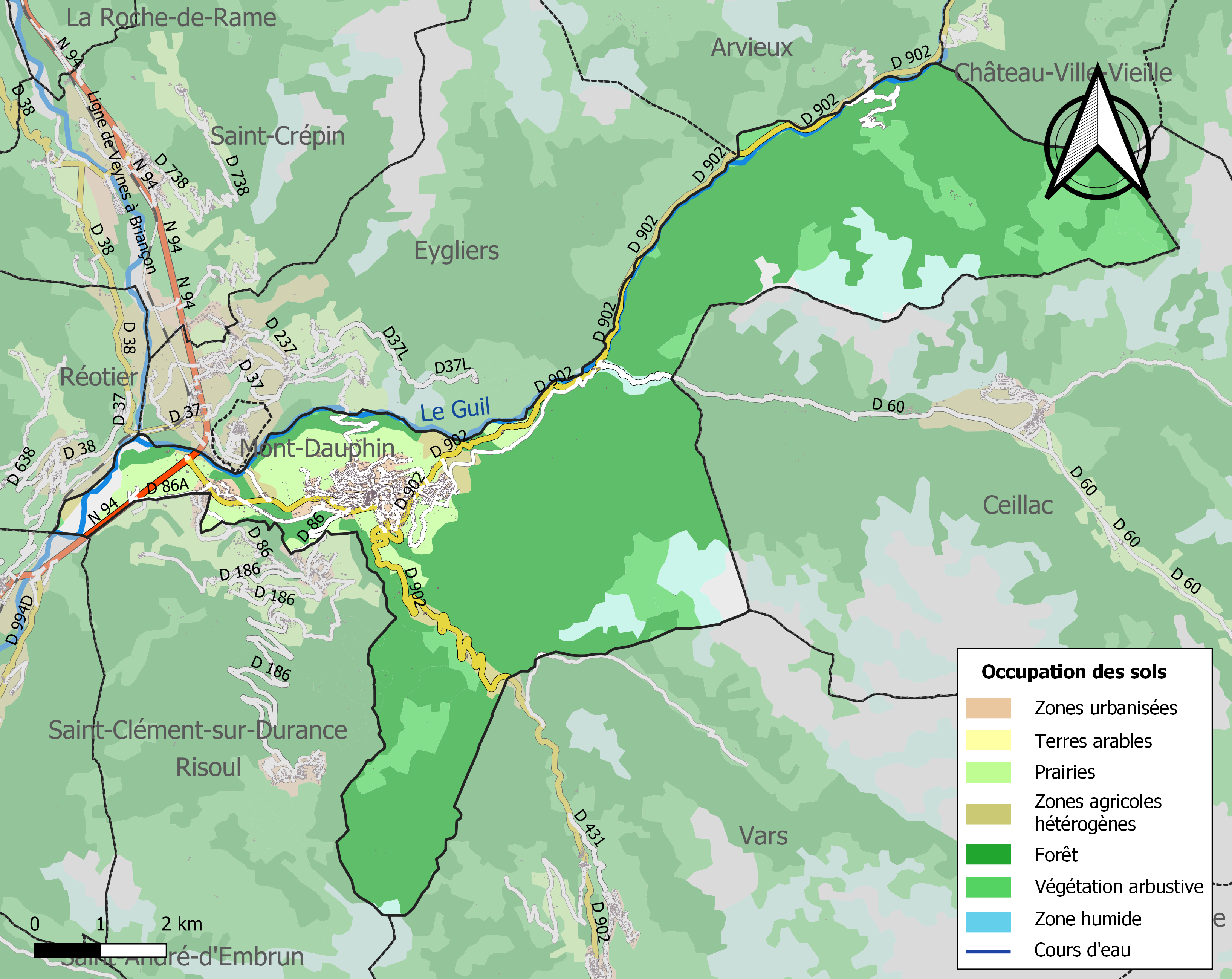
吉耶斯特尔土地利用情况地图

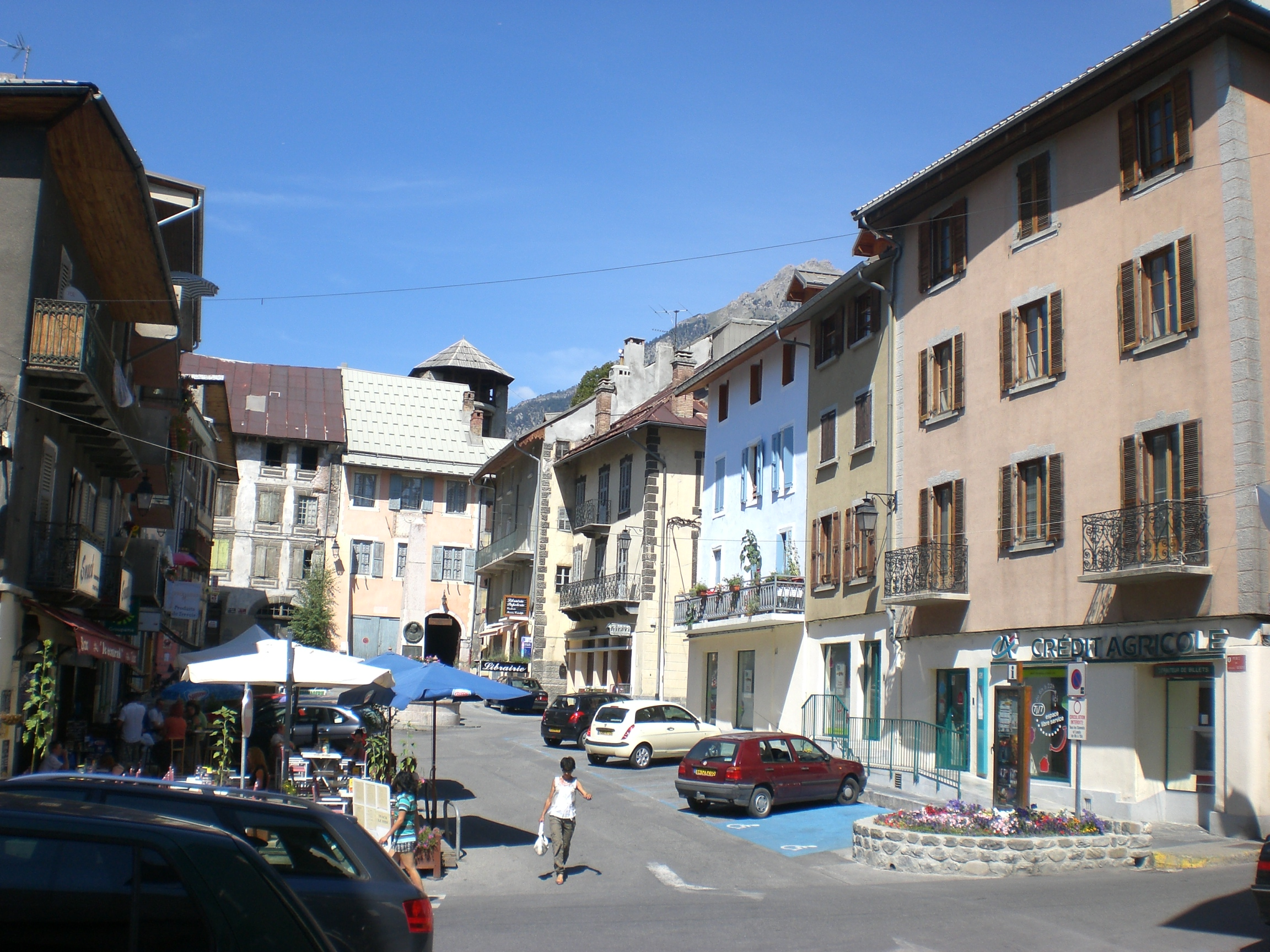
阿尔贝广场

### 教育
吉耶斯特尔属于艾克斯-马赛学区。截止2019年1月1日，吉耶斯特尔境内共有1所幼儿园、1所小学和1所初级中学。2018至2019学年度，吉耶斯特尔境内共有在校中等教育阶段学生341名。

### 医疗
截止2019年1月1日，吉耶斯特尔境内共有全科医生4名、保健师7名、牙医4名、护士14名和助产士1名。境内共有药房2家、养老院1家。
距离吉耶斯特尔最近的区域性医疗机构为昂布兰中心医院（Centre Hospitalier d'Embrun），其主病区位于昂布兰市区，设有床位60个，是当地规模最大的公立综合性医院，距离吉耶斯特尔市区。

### 住房
2017年，吉耶斯特尔境内共有各类住房2,049套，其中48.2%为独立式居民区，51.6%为集中式居民区。常住房屋占吉耶斯特尔市镇范围内居民建筑总量的54.9%。
在住房保障政策方面，2017年，吉耶斯特尔境内共有220户家庭获得了住房经济补助，受益人数占总人口数量的9.4%，其中205份为房租补助。

### 商业
2019年，吉耶斯特尔境内共有各类实体商铺107家，其中餐厅16家、大型超市3家、杂货店1家、面包房5家、肉铺3家、书店2家、装饰品店2家、银行门店4家、美容美发店6家、汽车维修店3家。市区西部建有开放式商业街区。

### 体育
2019年，吉耶斯特尔境内共有1家游泳池、2间体育馆、4处网球场、1处足球或橄榄球场以及2处篮球或排球场。截至2021年9月，吉耶斯特尔暂无注册足球俱乐部。

### 环境
吉耶斯特尔的环境事务由其所属的公共社区负责。2019年，吉耶斯特尔境内暂无污染企业。

### 治安
2019年，吉耶斯特尔市镇范围内有1处宪兵队。
2014年，吉耶斯特尔及附近地区共发生各类案件1,702起，其中盗窃类案件1,033起，经济类案件159起，毒品交易类案件228起。

## 文化
2019年，吉耶斯特尔境内有1家电影院。吉耶斯特尔市政府提供多媒体中心，向公众全年开放。

### 建筑
吉耶斯特尔境内有多处历史建筑，其中圣母教堂是法国国家文物保护单位。

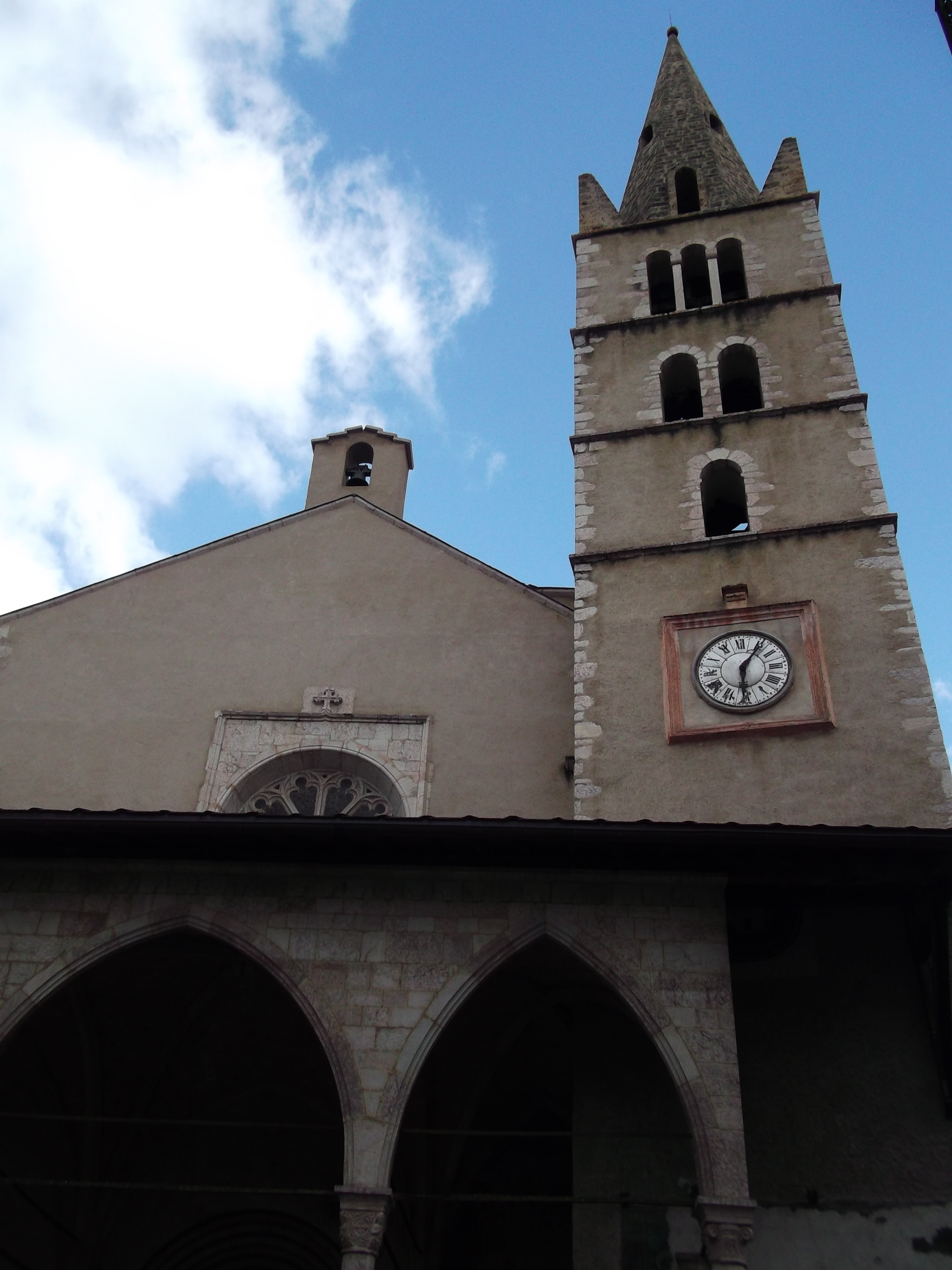
圣母教堂（法语：Église Notre-Dame-d'Aquilon de Guillestre）
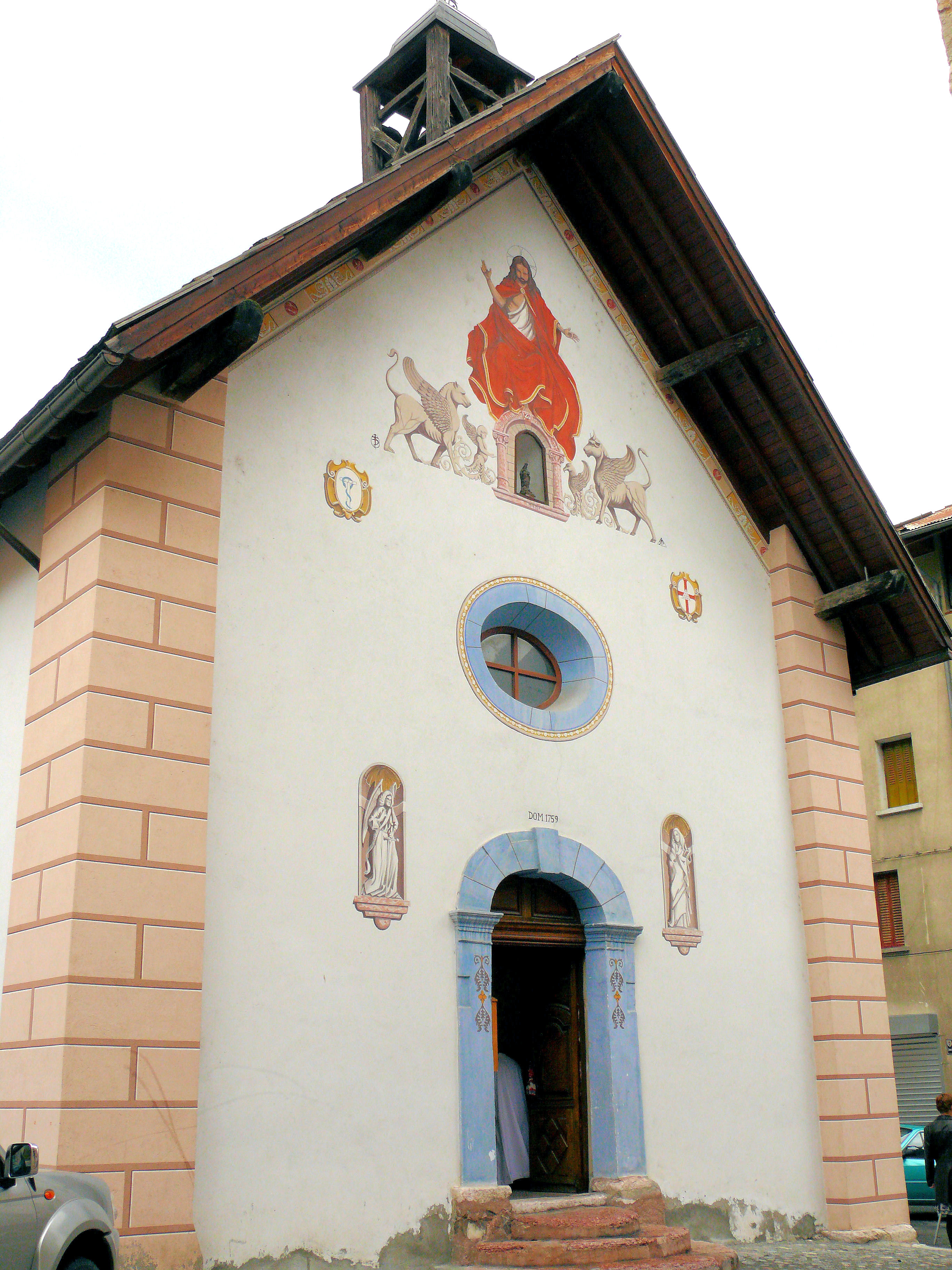
忏悔小教堂
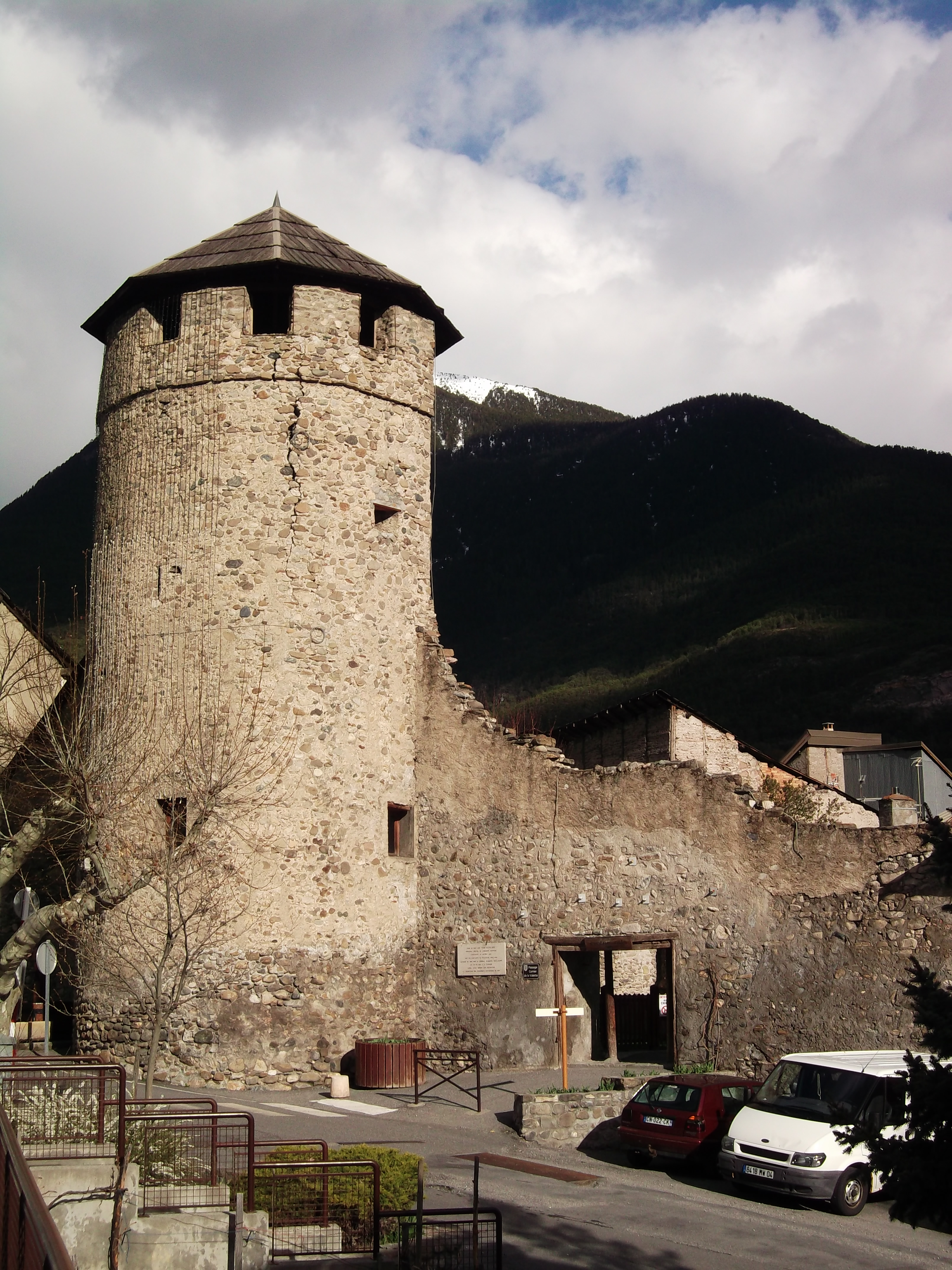
埃格利耶塔
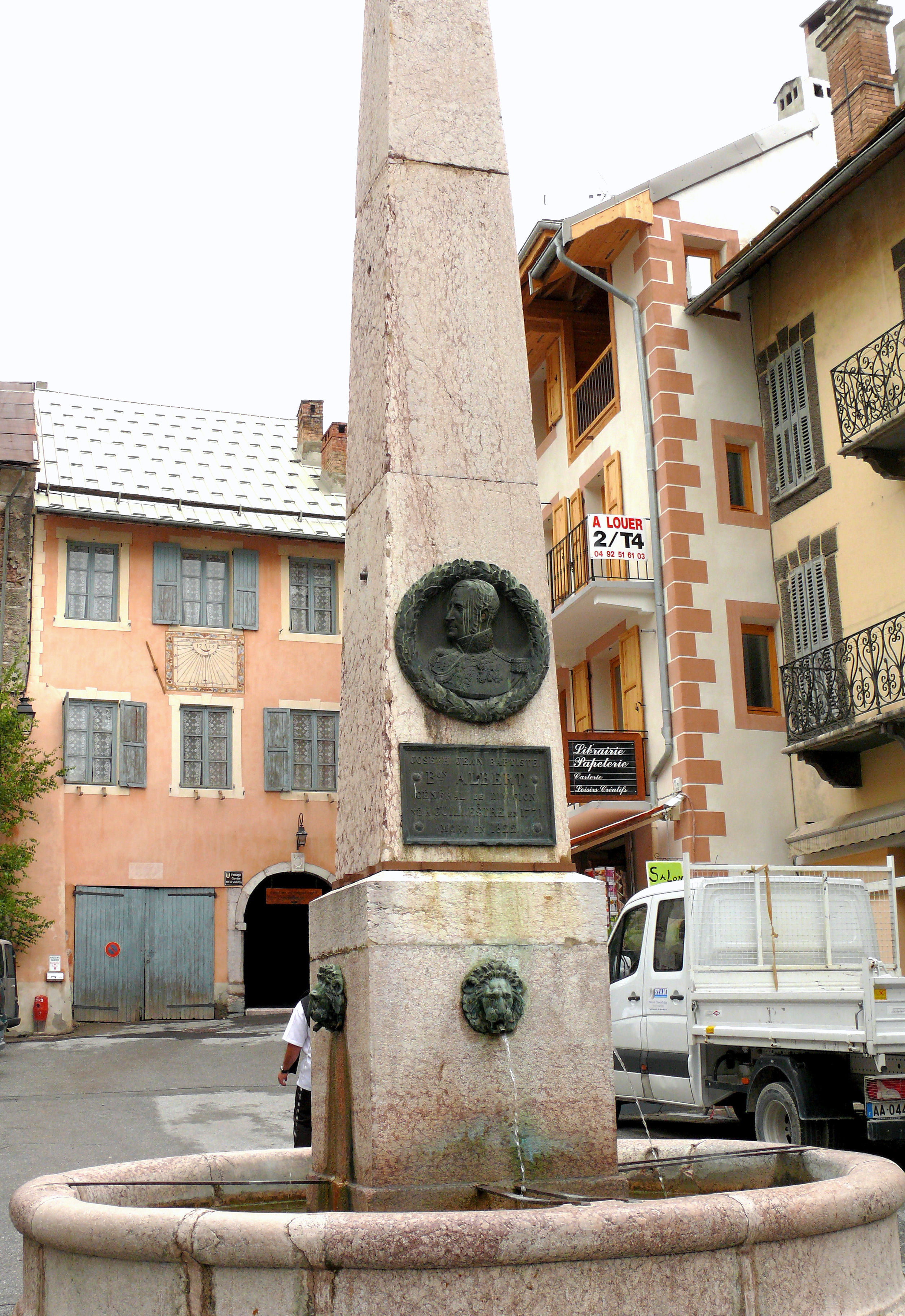
喷泉
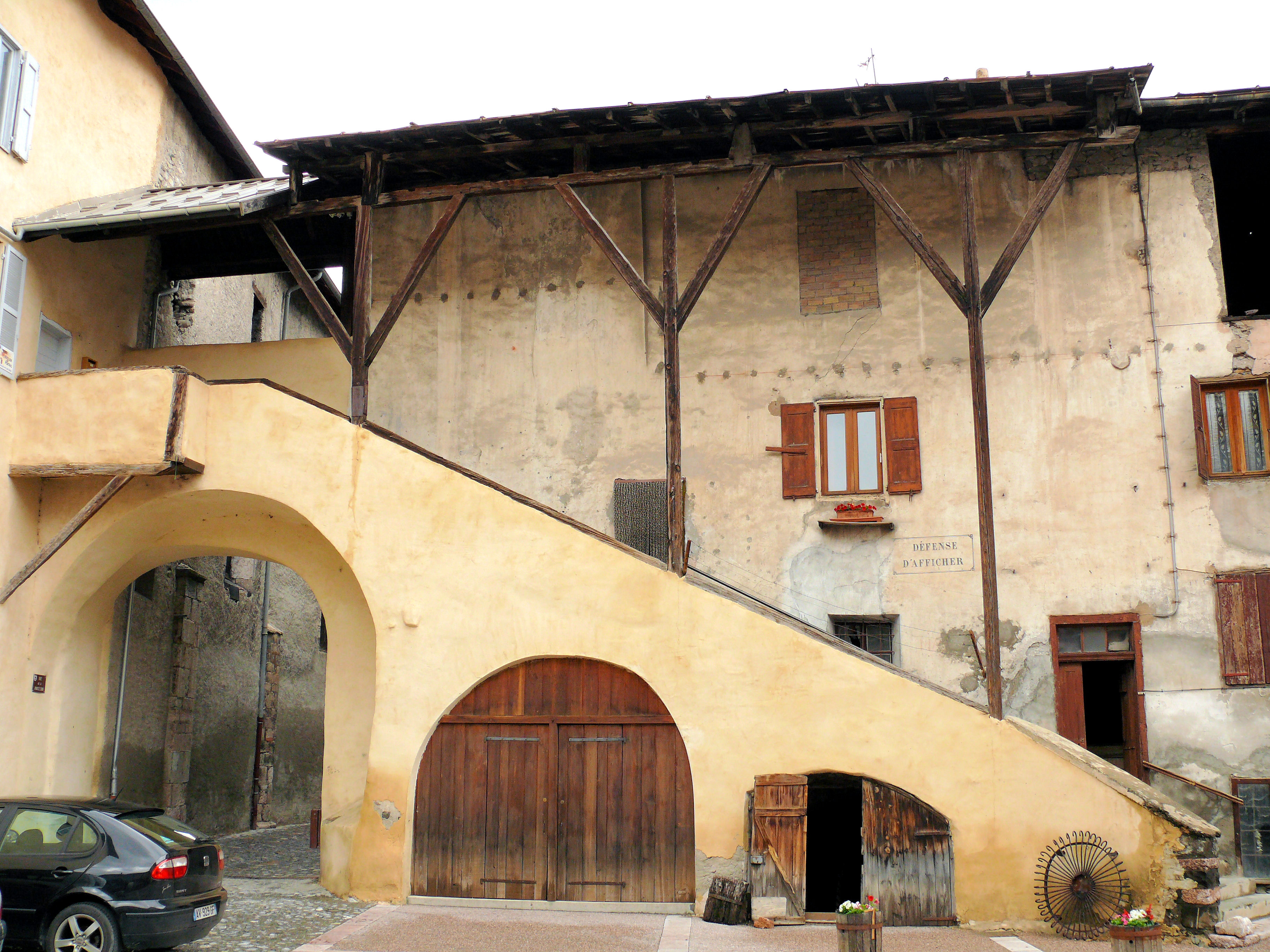
传统建筑1
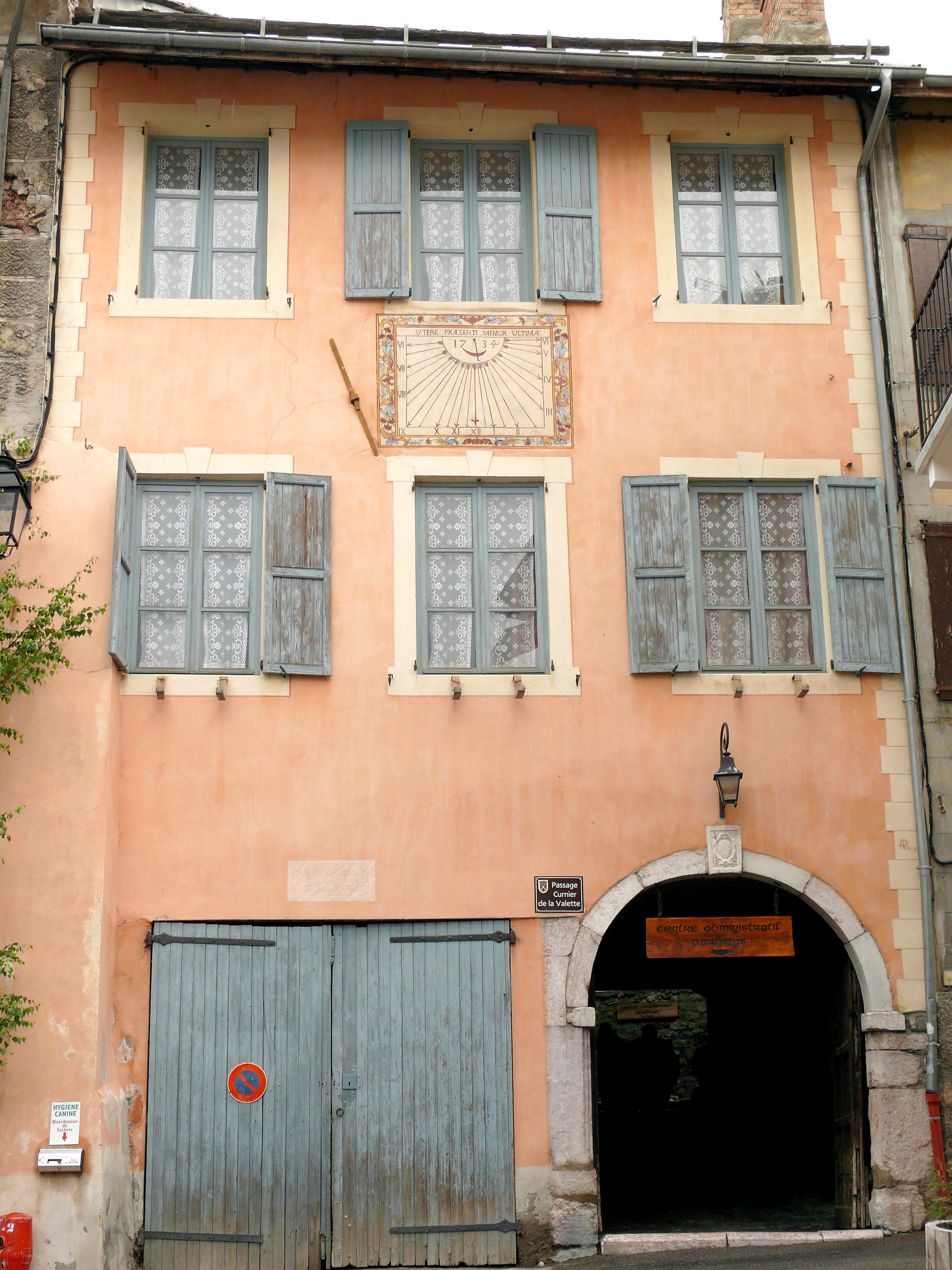
传统建筑2
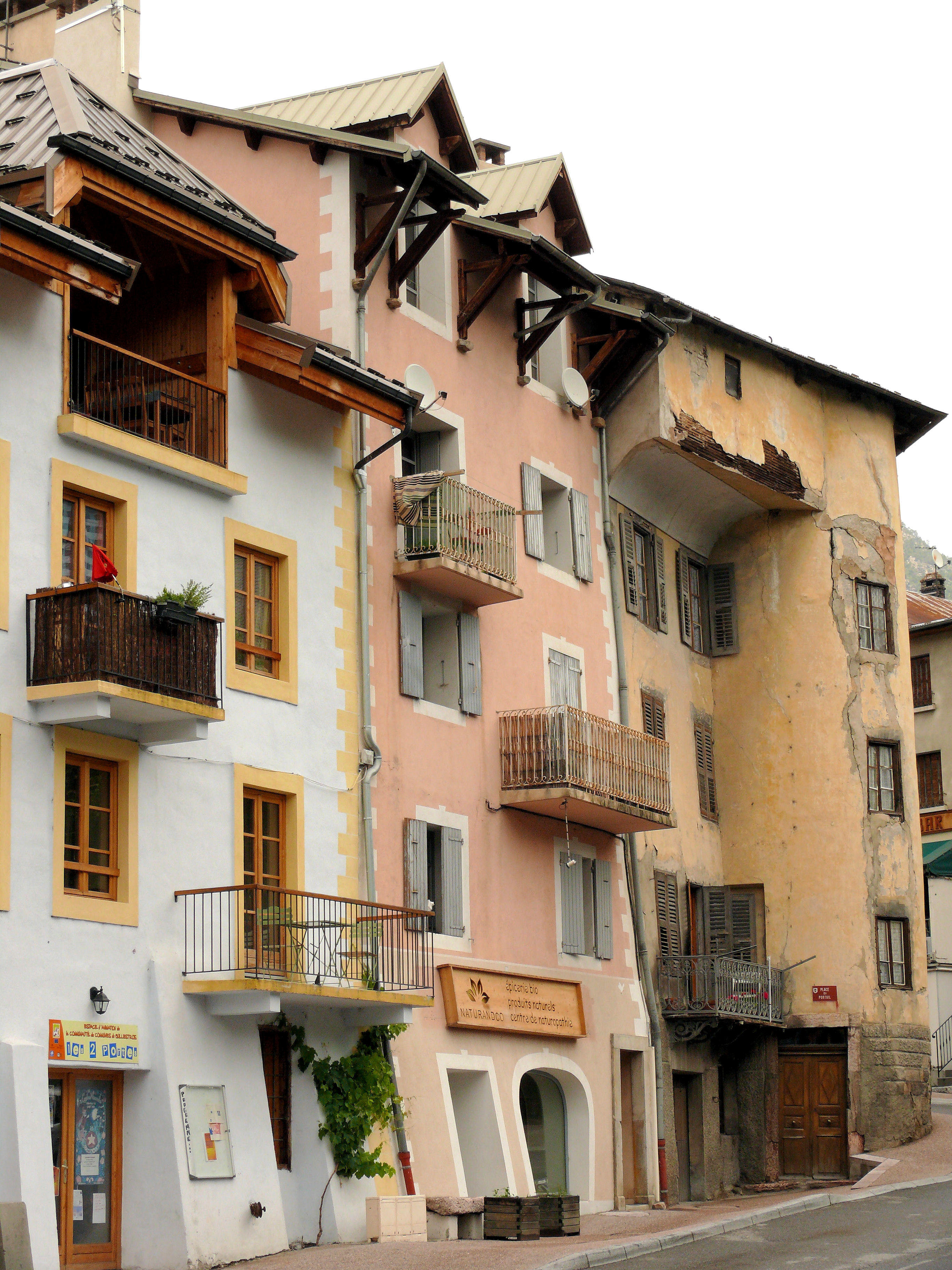
传统建筑3

### 旅游
吉耶斯特尔的旅游事务由其所属的公共社区负责。2020年，吉耶斯特尔境内共有2家酒店共计64间房间；另有4个露营地，可容纳共455辆露营车。

### 媒体
法国主要的媒体均可在吉耶斯特尔接收，法国电视三台下属的普罗旺斯-阿尔卑斯-蓝色海岸大区频道在部分时段播出吉耶斯特尔所属区域的地方新闻。

## 友好城市
截至2021年9月，吉耶斯特尔共与一座城市互为友好城市关系：
- 義大利 托雷佩利切